# Сонячні системи координат
Сонячні системи координат — системи координат, використовувані у спостереженнях Сонця для ідентифікації місць розташування на Сонці та навколо нього. Сонце складається з плазми й не має постійних об'єктів, до яких можна було б прив'язати систему координат.

## Передісторія
Сонце — це обертова сфера плазми в центрі Сонячної системи. Воно не має твердої поверхні, а межа, що розділяє його внутрішню та зовнішню частини, зазвичай визначається як межа, де плазма стає непрозорою для видимого світла, фотосфера. Ця поверхня не має постійних розмежованих точок, які можна було б використовувати для відліку. Крім того, швидкість його обертання змінюється залежно від широти, обертаючись швидше на екваторі, ніж на полюсах.

## Сторони світу

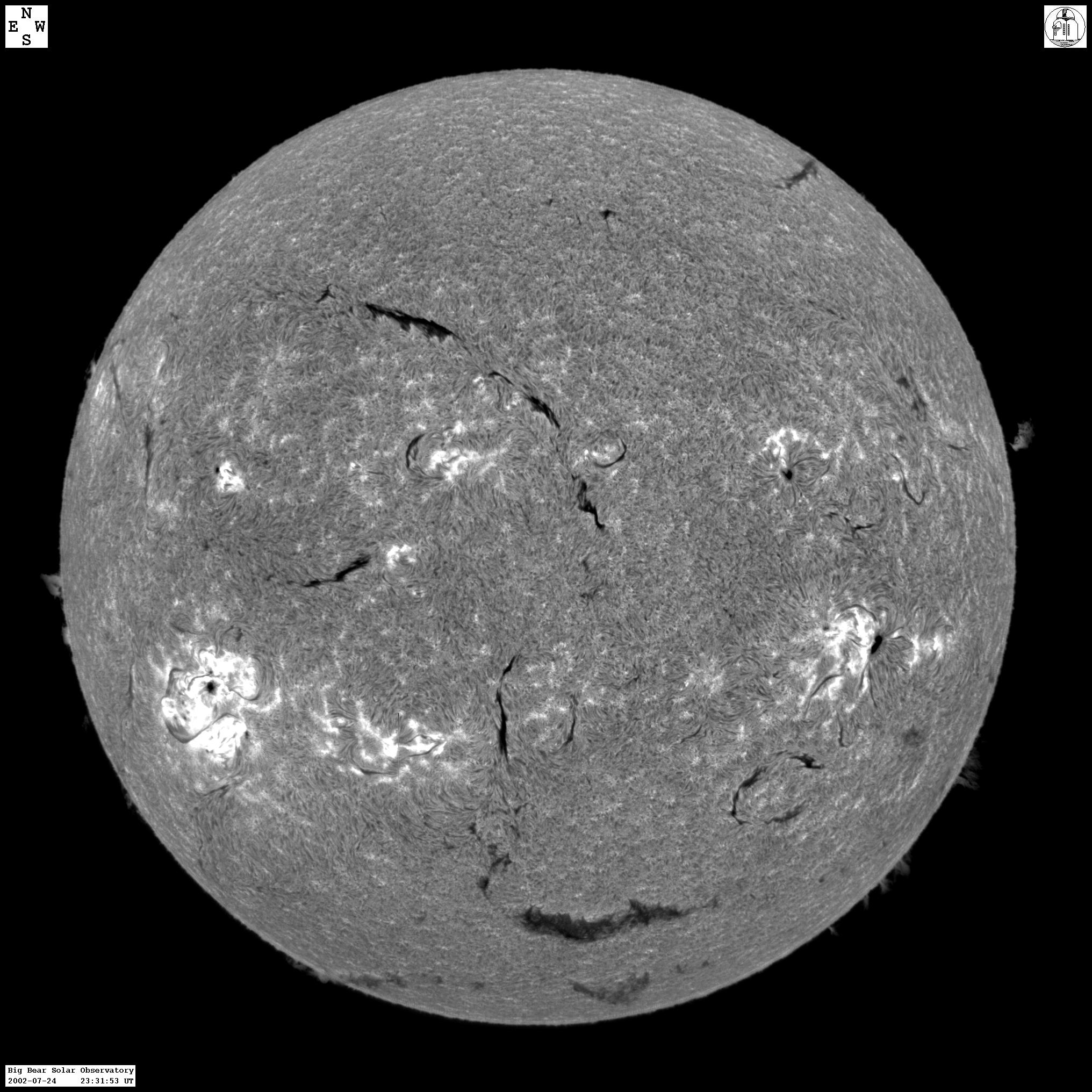
На цьому зображенні хромосфери Сонця сторони світу позначені розою стрілок компаса у верхньому лівому куті: північ — вгорі (↑), захід — праворуч (→), південь — внизу (↓) і схід — ліворуч (←).

Під час спостережень сонячного диска сторони світу зазвичай визначаються таким чином, що північна та південна півкулі Сонця вказують відповідно на північний та південний небесні полюси Землі, а східна та західна півкулі Сонця вказують відповідно на східний та західний горизонти Землі. У цій схемі, за годинниковою стрілкою з півночі з інтервалами 90°, зустрічаються захід, південь і схід, а напрямок обертання Сонця — зі сходу на захід.

## Геліографічні системи координат
Геліографічні системи координат використовують для визначення місць на поверхні Сонця. Дві найпоширеніші системи — стонігерстська та каррінгтонська. Вони обидві визначають широту як кутову відстань від сонячного екватора, але по-різному визначають довготу. У стонігерстських координатах довгота фіксована для спостерігача на Землі, а в координатах Каррінгтона довгота фіксована для обертання Сонця.

### Стонігерстські координати
Стонігерстська система геліографічних координат, розроблена в Стонігерст-коледжі в 1800-х роках, бере за початок (точка з довготою й широтою 0°) точку, де сонячний екватор перетинає центральний сонячний меридіан, якщо дивитися з Землі. Таким чином, довгота в цій системі фіксована для спостерігача на Землі.

### Координати Каррінгтона
Геліографічна система координат Каррінгтона, встановлена Річардом Каррінгтоном у 1863 році, обертається разом із Сонцем з фіксованою швидкістю, що ґрунтується на спостережуваному обертанні сонячних плям на низьких широтах. Ця система координат обертається з зоряним періодом рівно 25,38 дня, що відповідає середньому синодичному періоду 27,2753 дня:221.
Щоразу, коли початковий меридіан Каррінгтона (лінія з каррінгтонівською довготою 0°) проходить через центральний меридіан Сонця, якщо дивитися з Землі, починається новий каррінгтонівський оберт. Ці оберти нумерують послідовно, починаючи з оберта Каррінгтона номер 1, який почався 9 листопада 1853 року:278.

## Геліоцентричні системи координат
Геліоцентричні системи координат вимірюють просторове положення відносно початку координат у центрі Сонця. Використовують чотири системи: геліоцентрична інерціальна (англ. heliocentric inertial, HCI), геліоцентрична екліптична, прив'язана до Овна (англ. heliocentric Aries ecliptic, HAE), геліоцентрична земна екліптична (англ. heliocentric Earth ecliptic, HEE) та геліоцентрична земна екваторіальна (англ. heliocentric Earth equatorial, HEEQ). Вони зведені в наступній таблиці. Третя вісь, не представлена в таблиці, завершує правосторонню декартову тріаду.
| Ім'я                                          | Абревіатура | Вісь X                                                                                 | Вісь Z                    |
| --------------------------------------------- | ----------- | -------------------------------------------------------------------------------------- | ------------------------- |
| Геліоцентрична інерціальна                    | HCI         | Сонячний висхідний вузол на екліптиці                                                  | Вісь обертання Сонця      |
| Геліоцентрична екліптична, прив'язана до Овна | НАЕ         | Перша точка Овна                                                                       | Північний полюс екліптики |
| Геліоцентрична земна екліптична               | ВНЗ         | Лінія Сонце–Земля                                                                      | Північний полюс екліптики |
| Геліоцентрична земна екваторіальна            | HEEQ        | Перетин сонячного екватора та центрального (при спостереженні з Землі) меридіана Сонця | Вісь обертання Сонця      |